# عين تيانجين
عين تياجين هو دولاب هواء عملاق يبلغ طوله (120) متر (398 قدم) بُني على جسر يونغل (جسر شي هاي سابقًا) الواقع على نهر هاي بمدينه تيانجين، الصين. بدأ البناء في عام 2007 وتم الانتهاء منه وافتتاحة للعامة في 7 أبريل 2008م.
عين تياجين هو دولاب الهواء الرابع الموجود في الصين ويتم تشغيلة عن طريق الكهرباء وبه عربات ركاب كل عربه قادرة على حمل (8) ركاب وتاخذ (30) دقيقه لاكمال دورة كاملة.